# جيمي كافانا
جيمي كافانا (بالإنجليزية: Jamie Kavanagh)‏ مواليد 28 مايو 1990 في دبلن، هو ملاكم محترف أيرلندي يصنف ضمن فئة الوزن الخفيف بدأ مسيرته الاحترافية سنة 2009.

## إحصائيات
خاض خلال مسيرته 22 نزالا، فاز في 20 وتعادل في 1 وخسر في 1. فاز بالضربة القاضية في 10 نزالات.

## روابط خارجية
- جيمي كافانا على موقع بوكس ريك (الإنجليزية) (registration required)